# Kerkpad

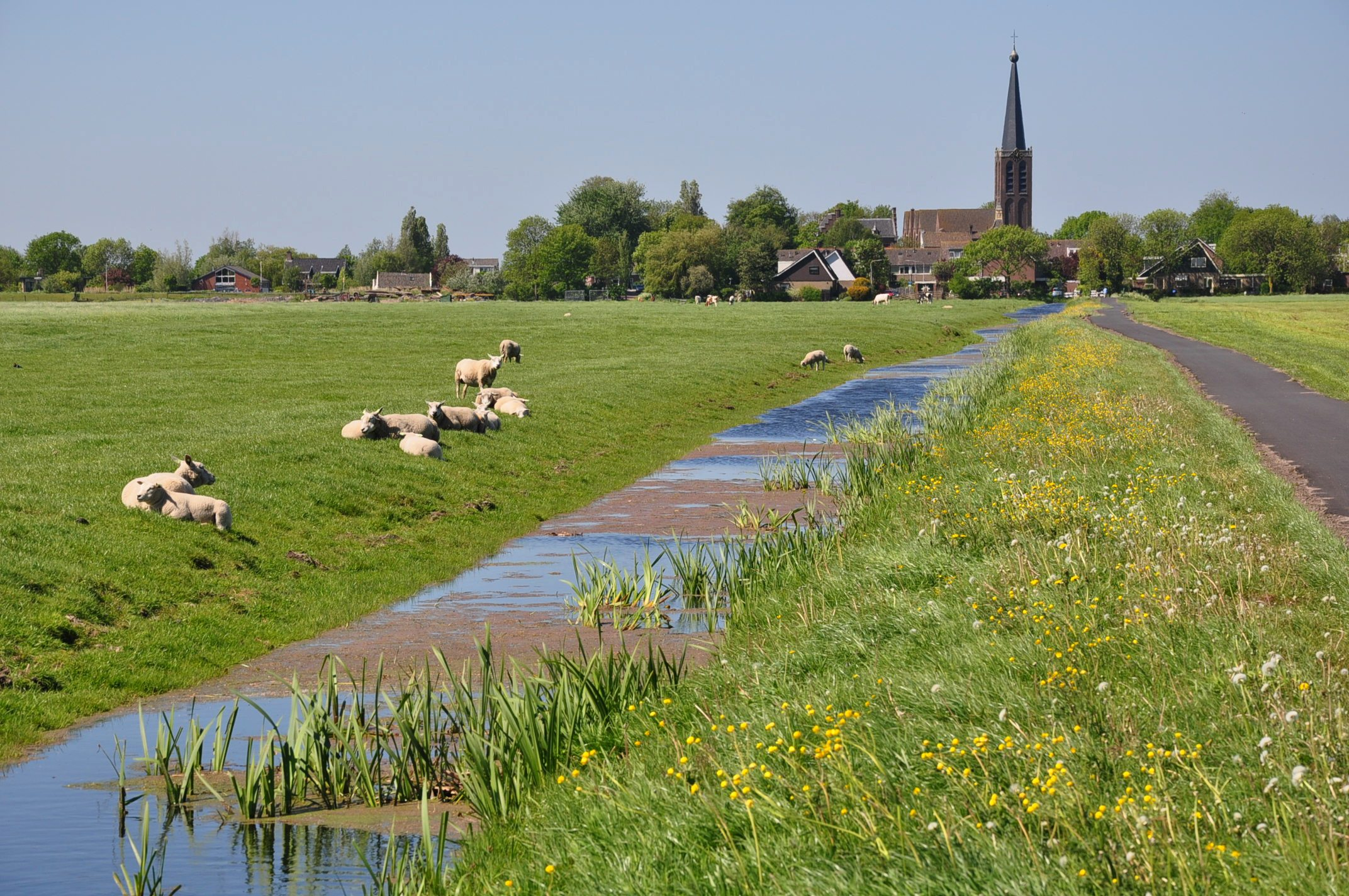
Lange Kerkpad naar Zoeterwoude-Zuidbuurt.

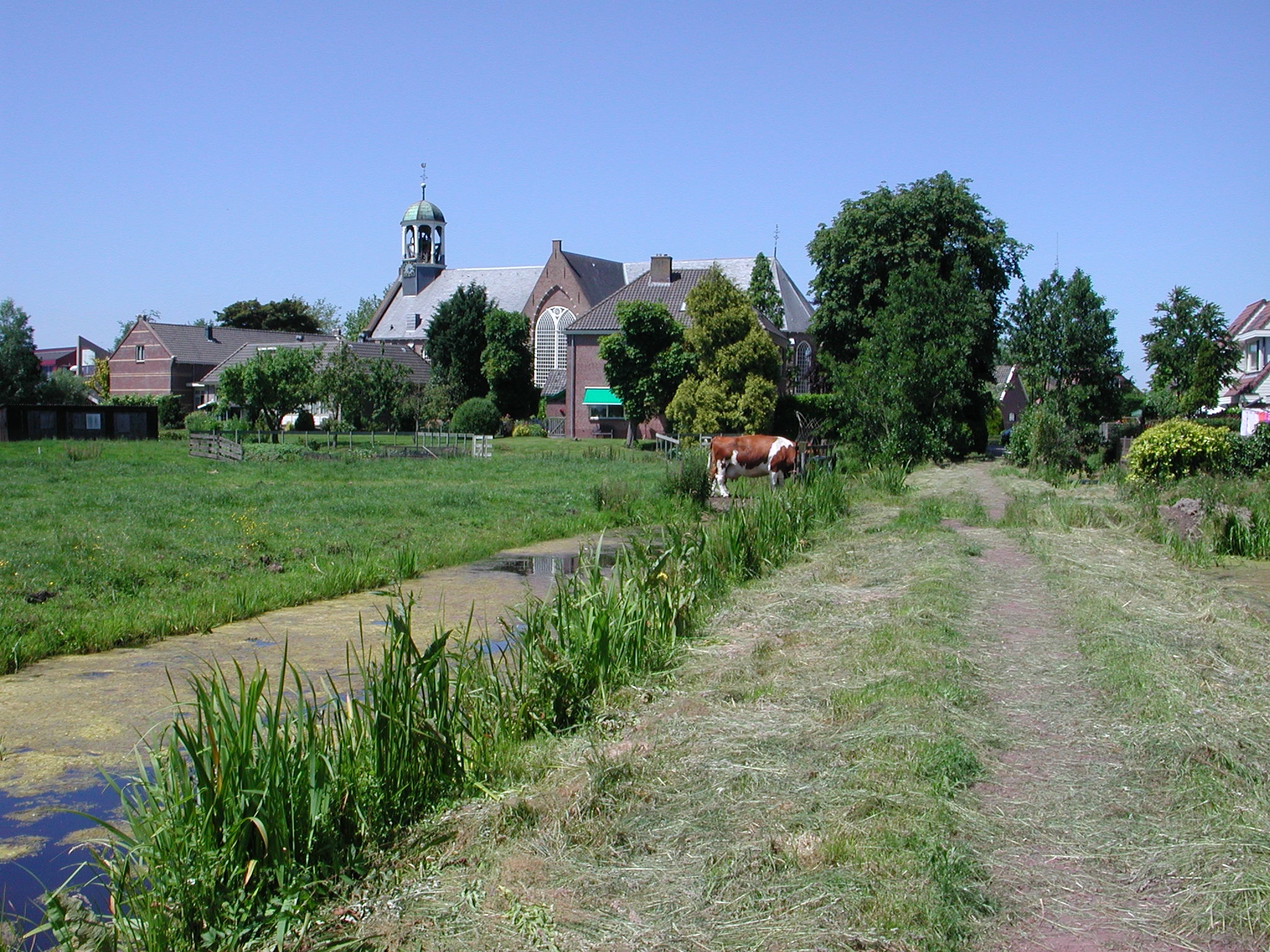
Waarder met NH-kerk en het middeleeuwse Kerkelaantje.

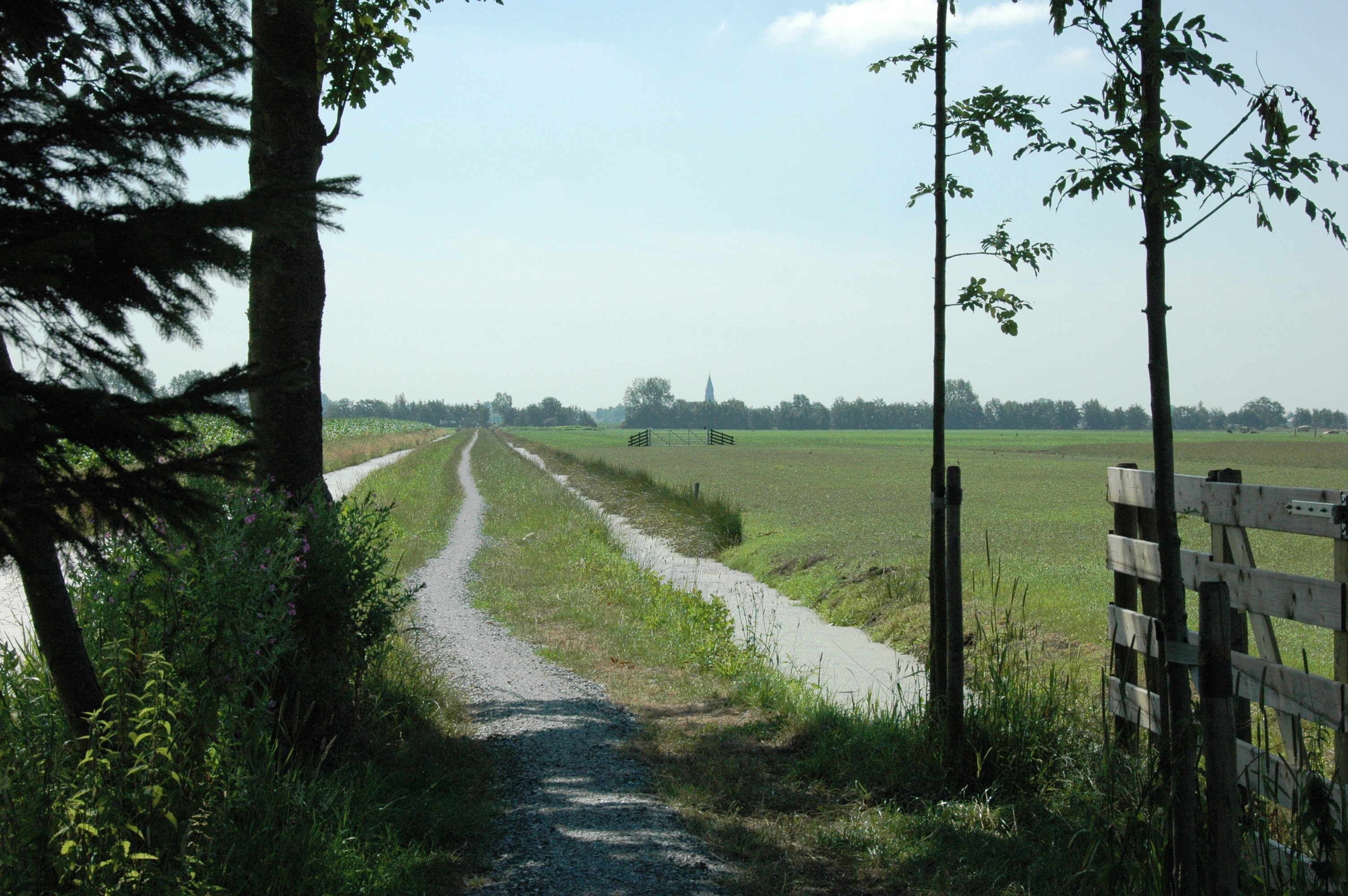
Polsbroekerdam met kerkpad richting Cabauw.

Een kerkpad (soms kerke(n)pad of kerkwegel genoemd) is een pad dat naar een kerk leidt.

## Beschrijving
Kerkpaden werden vooral 's zondags gebruikt om naar de kerk te gaan, als er geen gewone weg tussen de woonplek en de kerk aanwezig was, waarbij men vaak noodgedwongen dwars door het landschap trok, zonder daarbij gehinderd te worden door een geweigerd recht van overpad. Veel kerkpaden zijn in onbruik geraakt. In sommige plekken zijn ze nog aanwezig, omdat ze vaak ook nog op een andere manier worden gebruikt.
Soms wordt geprobeerd een kerkpad te herstellen. Vaak moeten dan vlonders over sloten worden hersteld, afrasteringen worden aangebracht of andere voorzieningen worden getroffen. Het komt soms voor dat het pad over het erf van een boerderij loopt. Er zal dan een recht van overpad moeten worden gevestigd. Al met al kan het herstellen een kostbare zaak worden. In België geldt op heel wat van dergelijke paden een publiekrechtelijke erfdienstbaarheid van doorgang, al dan niet onder de vorm van een buurtweg. Verenigingen als Trage Wegen en Sentiers.be ijveren er voor hun bescherming en herstel.

## Kerkpaden die geloofsgrenzen doorschrijden

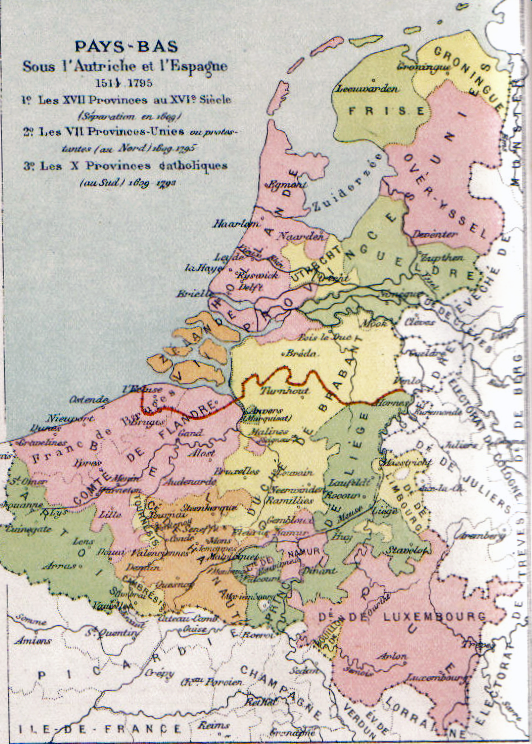
De grens tussen de Republiek der Zeven Verenigde Nederlanden en de Zuidelijke Nederlanden

Ook werden kerkpaden gebruikt om grenskerken en grenskapellen te bezoeken, waarbij bepaalde geloofsgrenzen moesten worden overgestoken, wat in sommige gevallen lands-, provinciale- of gemeentegrenzen betrof. Vooral na de Vrede van Münster, toen de geloofsgrens tussen de Republiek der Zeven Verenigde Nederlanden en de Zuidelijke Nederlanden ontstond, werd er in de Lage Landen veel gebruikgemaakt van zulke kerkpaden.

## Voorbeelden van kerkpaden in België
- de Grote Kerkvoetweg van Verbrande Brug naar Grimbergen

## Voorbeelden van kerkpaden in Nederland
- het Doelpad door de Commandeurspolder tussen de Doelstraat voor de Oude Kerk van Maasland en de kwakel over de Middelwetering aan de Kwakelweg
- het Zevenbruggenpad tussen Ter Laan en Bedum
- het Blinkhorsterkerkpad
- het Kerkenpad in Polsbroekerdam
- het Kerkelaantje in Waarder
- Kerkepaden-Tichelroutes Markelo
- het Kerkenpad over de wierde Biessum richting de kerk van Uitwierde
- het Giethmenerkerkpad, dat vanuit Giethmen via het Giethmenerkerkbrugje de Regge oversteekt naar Ommen
- het kerkpad van het Oostdijkje van De Rijp naar de Meerdijk te Noordeinde (Graft). Dit pad loopt dwars door de landerijen ten noorden van Graft-De Rijp (Noord-Holland)
- het Kerkepad van Broek in Waterland naar Holysloot
- het Mannenpad te Ouddorp[1]
- de Tillefonne van de oude Zuiderzeedijk naar de kerk van Workum
- het Lange en het Korte Kerkpad, twee parallelle kerkpaden door de Westbroekpolder tussen Zuidbuurt en Weipoort, twee buurtschappen in Zoeterwoude (Zuid-Holland)
- het Gelderswoudse kerkpad tussen Weipoort en Gelderswoude, twee buurtschappen in de gemeente Zoeterwoude
- de Kerkweg tussen de Drentse dorpen Yde en Vries
- het Kerkpad in het Gelderse Rozendaal
- het Kerkepad van Wormer tussen de Enge Wormer en de Dorpsstraat Wormer

## Voorbeelden van kerkpaden die geloofsgrenzen doorschrijden
- De Geuzendijk is een oud pad van 12km lang tussen Budel en Weert, die gebruikt werd door Weerter protestanten, om een dienst bij te kunnen wonen in Budel, wat destijds onderdeel was van de Republiek der Zeven Verenigde Nederlanden.
- Het kerkenpad van de kapel van Johannes de Doper bij Poppel, die vanaf Goirle en Tilburg begint en een lengte had van ongeveer 15km.